# Markt Jonava

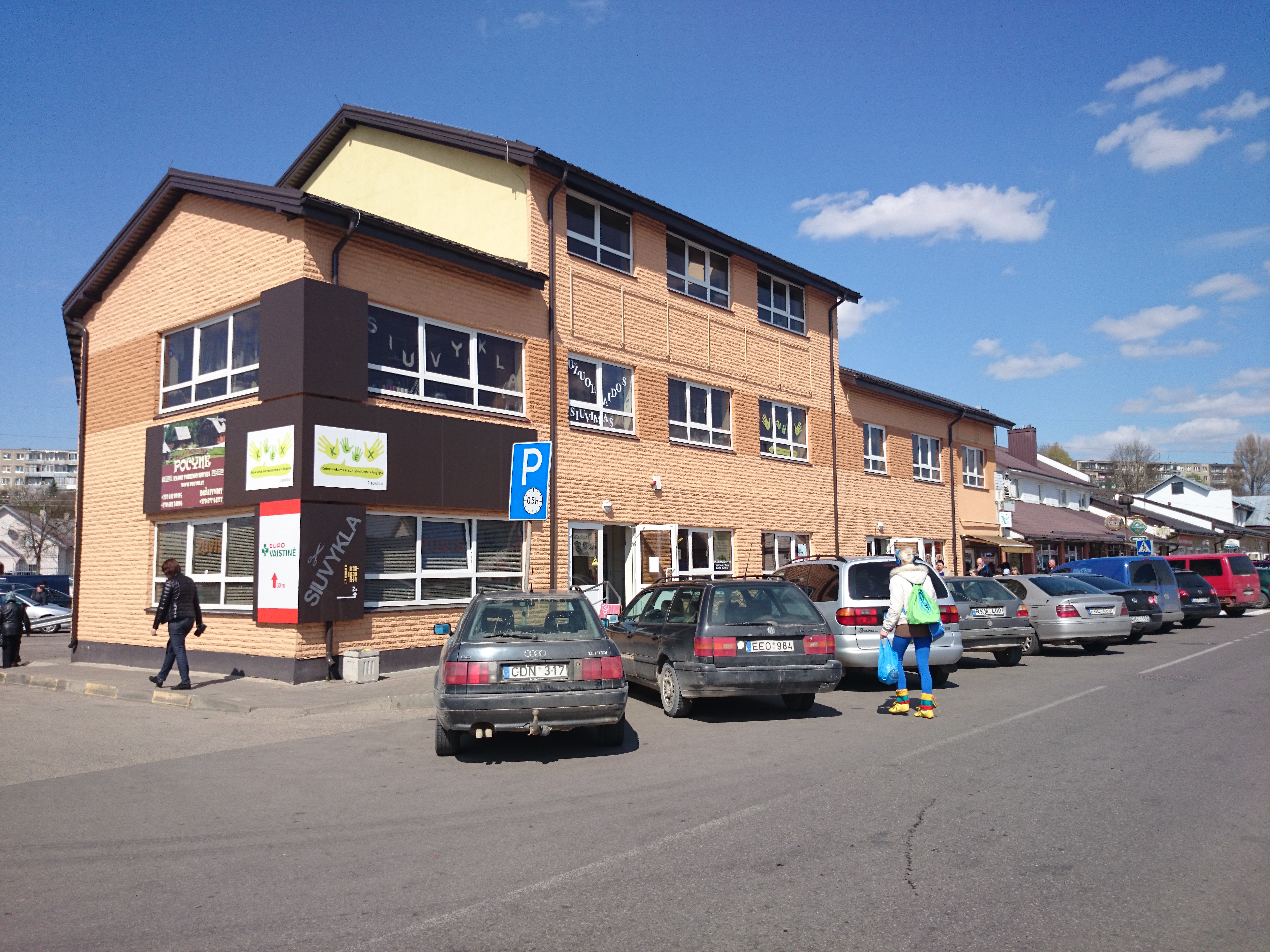
Marktplatz

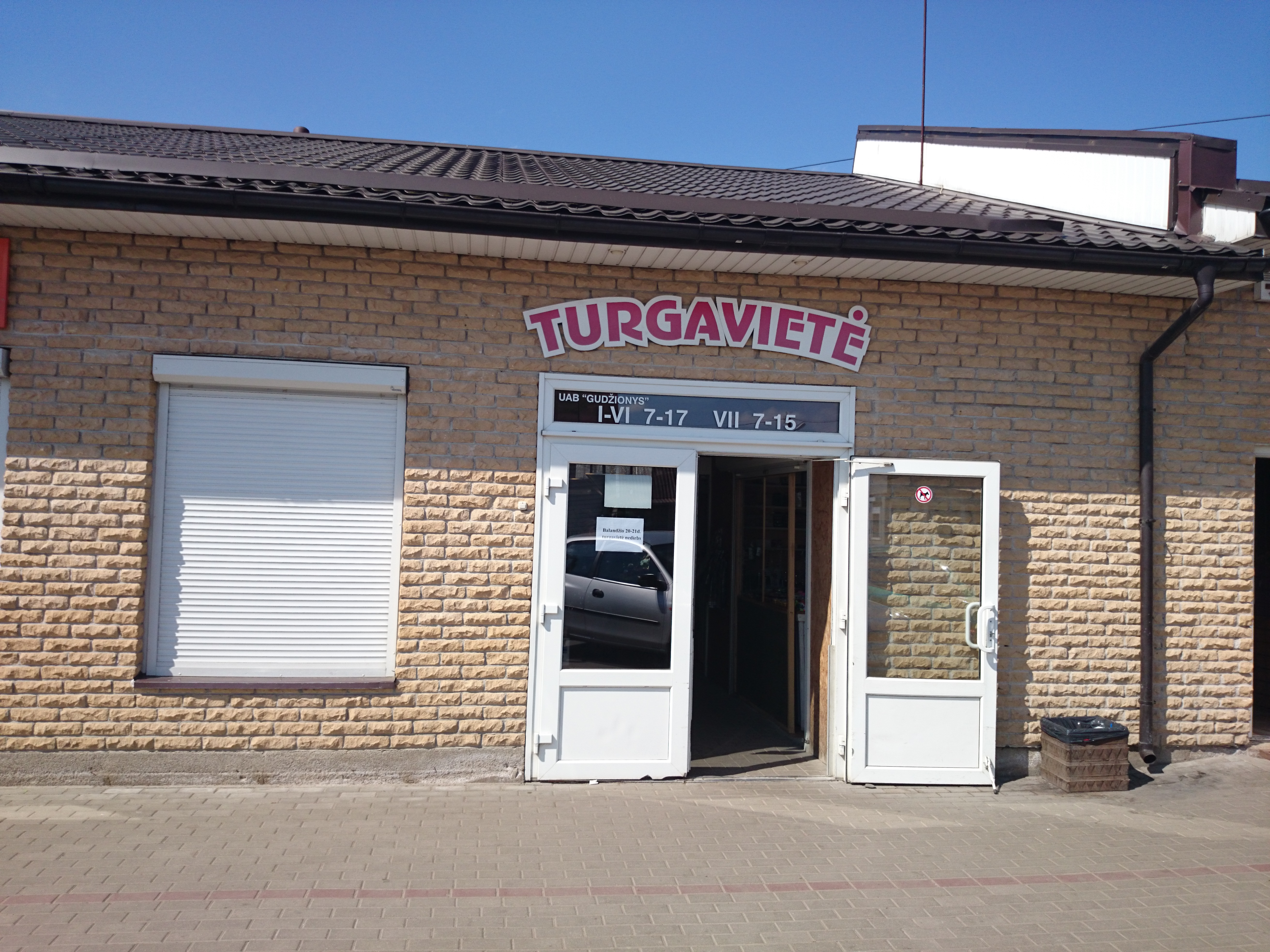
Eingang

Der Markt Jonava (litauisch Jonavos turgus) ist ein Marktplatz im Zentrum der Stadt Jonava (Litauen), am Busbahnhof Jonava, Turgaus-Straße 7. Der Marktplatz ist seit langem bekannt; die entsprechende Straße heißt Marktstraße (lit. Turgaus gatvė).

## Geschichte
1750 erteilte der König von Polen und Großherzog von Litauen Friedrich August II. (1696–1763) an Marija Kosakovskienė ein Privileg. In diesem werden unter anderem mögliche zukünftige Bewohner erwähnt, wobei man ein Städtchen Jonava gründen, in diesem die Märkte und Messen zulassen, freie Menschen der verschiedenen Religionen, darunter Christen, Tataren, Juden unterbringen wollte.
1836 baute man die Strecke St. Petersburg-Warschau. Der Handel entwickelt sich und Jonavas Bevölkerung wuchs. Die Anzahl von Händlern in der Stadt und der Besucher der Märkte und Messen erhöhten sich. Die Märkte in Jonava waren bekannt für Getreide- und Pferdehandel. Messen gab es zwischen dem Ersten und Zweiten Weltkrieg in Jonava selten, meistens wurde nur an Markttagen gehandelt. 2010 wurde der Markt erneuert und renoviert, ein Dach eingerichtet, neue Zäune und Pavillons gebaut. Der Marktplatz wird von einheimischen Unternehmen UAB Gudžionys (35 Mitarbeiter, 2015) und UAB Jomarkas verwaltet. Im Markgebäude gibt es eine Bäckerei "Turgaus kepyklėlė". Im Sommer handelt man im Markt mit frischen Beeren, Pilzen und Obst.